# 長井基孝
長井 基孝（ながい もとたか、生没年不詳）は、『赤蝦夷風説考』の筆者工藤平助の実父で紀州藩江戸詰の藩医。平助の娘工藤あや子（只野真葛）の著作『むかしばなし』には長井大庵の名で記される。「基孝」は平助の墓誌による。『伊達世臣家譜』には「長井常安某」と記載される。丈庵、大雲、高基、孝基などとも記される。

## 略歴・人物
遠祖は播磨国の城主で、豊臣秀吉に滅ぼされ、そののちは郷士として比較的豊かに暮らして現地に暮らしていたという。基孝の父の代に田地調査の折に江戸幕府の怒りを買い、田畑を取り上げられて大坂に出ることとなった。父の没後、長井基孝は生計のために医業を身につけ、紀州藩に召し抱えられ、藩医となった。しかし、基孝は、医師であることをむしろ恥じており、医者は自分一代にしてほしいと紀州藩主に申し出ている。
基孝の願いは聞き入れられ、柔術にすぐれた長男四郎左衛門（長井優渥）は武士として紀伊徳川家に仕え、弓術にすぐれた次男善助（長井基淳）は清水家に仕えることとなった。三男平助は、仙台藩第5代藩主伊達吉村の侍医であり、基孝の友人であった工藤安世が藩医として取り立てられる際、妻帯が条件であったため、上津浦ゑんと結婚するのと同時に13歳で養子に出された。延享3年（1746年）頃のことであった。工藤安世没後、平助は安世の後を継ぎ仙台藩医となった。